# Rocabertí de Cabrenys

Escut d'armes dels Rocabertí

Els Rocabertí de Cabrenys són una nissaga històrica medieval sorgida a partir d'una branca menor dels Rocabertí i que tenien la vila de Maçanet de Cabrenys com a centre, per bé que van acabar controlant la baronia de Sant Mori i van crear una nova branca.
La baronia de Cabrenys era un territori bàsicament muntanyenc estava situada al voltant de la vila fortificada de Maçanet de Cabrenys, a la part nord-occidental de l'actual Alt Empordà, també tenia la jurisdicció en terres del comtat de Rosselló: Costoja (Vallespir), Serrallonga i Sant Llorenç de Cerdans.
Amb el casament del vescomte Dalmau VII de Rocabertí, en segones núpcies (del primer amb Ermessenda de Cartellà sembla que no va tenir descendència), amb Beatriu de Serrallonga, hereva de la baronia de Cabrenys, aquesta baronia va passar als Rocabertí.
Dalmau IV va casar els seus dos fills, Guillem Galceran de Rocabertí i Timbor amb els dos fills del jutge Hug III d'Arborea, Maria i Marià. Al seu fill Guillem i els seus successors li va atorgar la baronia de Cabrenys.

## Barons de Maçanet de Cabrenys (branca dels Rocabertí)
- Guillem Galceran de Rocabertí (?–1385), fill de Dalmau VII de Rocabertí.
- Guerau Galceran de Rocabertí (1385–1425), fill de l'anterior.
- Guillem Hug de Rocabertí (1425–1428), germà de l'anterior.
- Dalmau de Rocabertí i d'Erill (1428–1479), fill de l'anterior.
- Guerau de Rocabertí (1479–1498), fill de l'anterior.
- Pere de Rocabertí i de Montcada (1498–?), fill de l'anterior.

## Membres destacats del llinatge
- Bernat Hug de Rocabertí i d'Erill
- Pere de Rocabertí i d'Erill